# Contaminación atmosférica

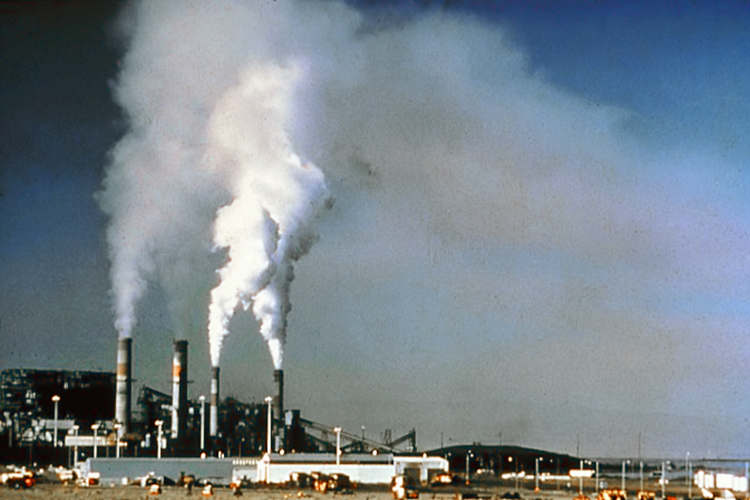
Esta planta generadora de Nuevo México libera dióxido de azufre y otros contaminantes al aire.

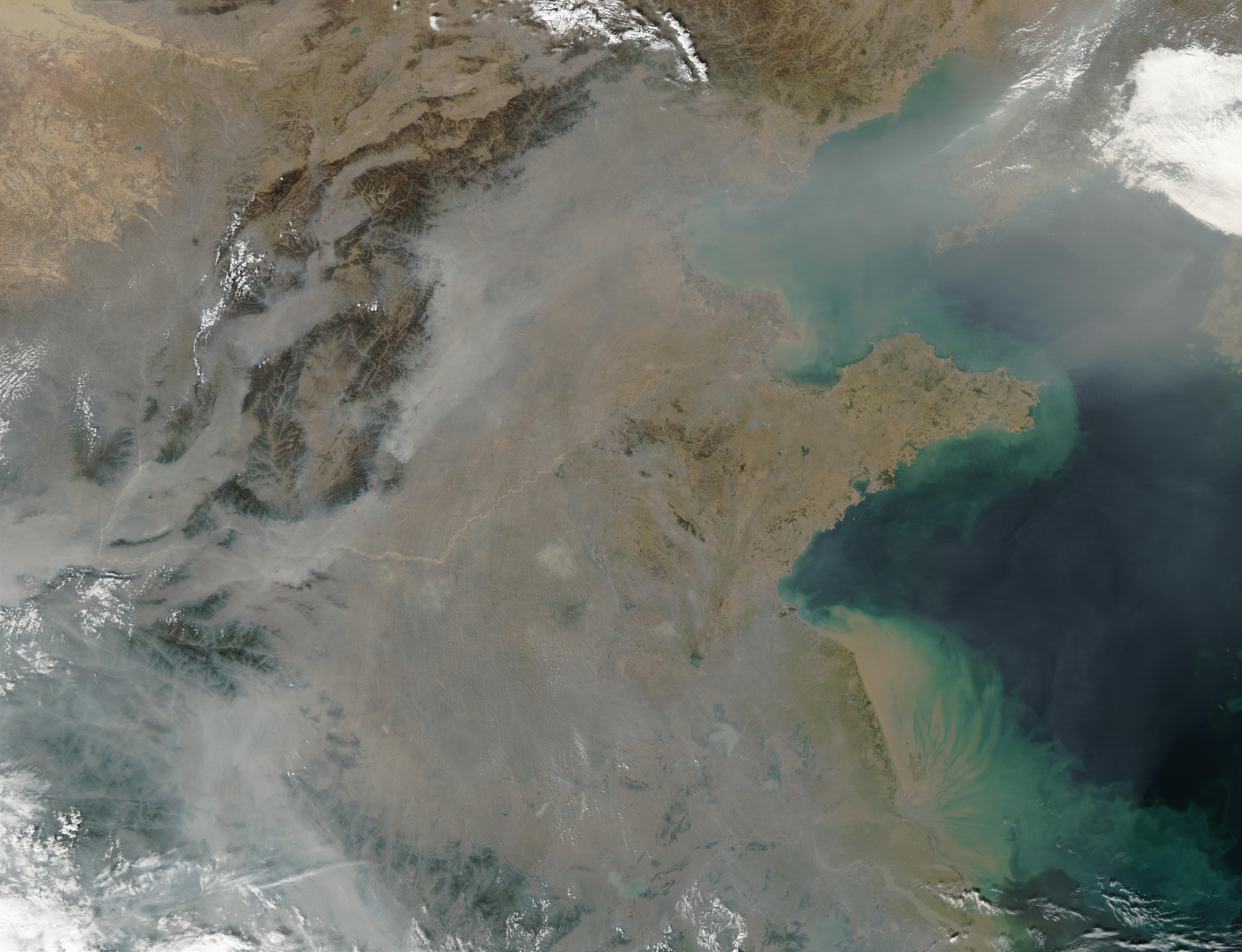
Contaminación atmosférica severa en China.

La contaminación del aire de una estación de energía de combustibles fósiles. En 2013, la Organización Mundial de la Salud reconoció que la contaminación del aire exterior es un carcinógeno.

La contaminación atmosférica es la presencia de un contaminante en el aire, ya sea de materia o formas de energía que implican un riesgo o daño para las personas y/o ecosistemas, produciendo cambios en materiales, reducir la visibilidad o producir olores desagradables y enfermedades.
Desde que la Revolución Industrial inició en la segunda mitad del siglo XVIII, los procesos de producción en las fábricas, el desarrollo del transporte y el uso de los combustibles han incrementado la concentración del dióxido de carbono en la atmósfera y de otros gases y partículas que son perjudiciales para la salud, como los óxidos de azufre y los óxidos de nitrógeno.
La contaminación atmosférica puede tener carácter local, cuando la fuente de emisión afecta las inmediaciones del mismo, o global, cuando por las características del contaminante, se ve afectado el equilibrio del planeta y zonas alejadas a las que contienen los focos emisores. Ejemplos de esto son la lluvia ácida y el calentamiento global.
Los gases contaminantes del aire más comunes producidos por la industria y por combustión de los vehículos son el monóxido de carbono, el dióxido de azufre, los clorofluorocarburos y los óxidos de nitrógeno. Los fotoquímicos como el ozono y el esmog aumentan en concentración en el aire por reacción química de los óxidos del nitrógeno e hidrocarburos y su reacción con la luz solar. El material particulado o el polvo contaminante en el aire es emitido por quema de materia orgánica y también comúnmente emitido en erupciones volcánicas. Estos últimos se miden por su tamaño en micrómetros.
La contaminación atmosférica consiste en la liberación de sustancias químicas y partículas en la atmósfera alterando su composición y suponiendo un riesgo para la salud de las personas y de los demás seres vivos.
Según la Organización Mundial de la Salud, el estado de la atmósfera actual puede provocar, por simple acto de respirar, la muerte de alrededor de siete millones de personas al año (respiración de partículas finas), viéndose muchas más perjudicadas.
Con respecto a la salud humana, diferentes estudios han demostrado que en altas concentraciones, los contaminantes del aire tienen un efecto inflamatorio directo sobre los neurorreceptores de las vías respiratorias y el epitelio. Además, el estrés oxidativo se ha asociado con la exposición a contaminantes (O3, NO2, PM2.5), ocasionando pérdida de la función pulmonar y fibrosis quística.
La contaminación atmosférica representa uno de los factores más importantes que agravan el asma en los niños, con mayor incidencia en las regiones de Europa y el Caribe.
La contaminación atmosférica es un factor de riesgo importante para una serie de enfermedades relacionadas con la contaminación, como las infecciones respiratorias, las enfermedades cardíacas, la EPOC, los accidentes cerebrovasculares y el cáncer de pulmón. La exposición a la contaminación atmosférica puede estar asociada a la reducción de las puntuaciones del coeficiente intelectual, al deterioro de la cognición, al aumento del riesgo de trastornos psiquiátricos como la depresión y al detrimento de la salud perinatal. Los efectos de la mala calidad del aire en la salud humana son de gran alcance, pero afectan principalmente al sistema respiratorio y al sistema cardiovascular del organismo. En general, la contaminación atmosférica provoca la muerte de unos 7 millones de personas al año en todo el mundo, lo que supone una pérdida media de esperanza de vida de 2,9 años, y es el mayor riesgo medioambiental para la salud. La contaminación del aire en interiores y la mala calidad del aire urbano figuran como dos de los peores problemas de contaminación tóxica del mundo en el informe de 2008 del Blacksmith Institute World's Worst Polluted Places. El alcance de la crisis de la contaminación atmosférica es enorme: más del 90% de la población mundial respira aire sucio en algún grado. Aunque las consecuencias para la salud son extensas, la forma en que se maneja el problema es a menudo desordenada.

## Contaminantes atmosféricos primarios y secundarios
- Los contaminantes primarios son los que se emiten directamente a la atmósfera[14] como el dióxido de azufre SO2, que daña directamente la vegetación y es irritante para los pulmones.[2]

- Los contaminantes secundarios son aquellos que se forman mediante procesos químicos atmosféricos que actúan sobre los contaminantes primarios o sobre especies no contaminantes en la atmósfera.[14] Son importantes contaminantes secundarios el ácido sulfúrico, H2SO4, que se forma por la oxidación del SO2, el dióxido de nitrógeno NO2, que se forma al oxidarse el contaminante primario NO y el ozono, O3, que se forma a partir del oxígeno O2.[2]

Ciclo de condensación y precipitación

Ambas clases de contaminantes, primarios y secundarios, pueden depositarse en la superficie de la Tierra por precipitación, deposición seca o húmeda e impactar en determinados receptores, como personas, animales, ecosistemas acuáticos, bosques, cosechas y materiales de diferentes tipos. En todos los países existen unos límites impuestos a la emisión o la concentración de determinados contaminantes que pueden incidir sobre la salud de la población y su bienestar o causar un impacto en el entorno.

## Principales tipos de contaminantes del aire
- Contaminantes gaseosos: en ambientes exteriores e interiores los vapores y contaminantes gaseosos aparecen en diferentes concentraciones. Los contaminantes gaseosos más comunes son el dióxido de carbono (por su efecto sobre el clima), el monóxido de carbono, los hidrocarburos, los óxidos de nitrógeno, los óxidos de azufre y el ozono.[15][16] Diferentes fuentes producen estos compuestos químicos, pero la principal fuente artificial es la quema de combustible fósil. La contaminación del aire interior es producida, comúnmente, por el consumo de tabaco, el uso de ciertos materiales de construcción, productos de limpieza y muebles del hogar. Los contaminantes gaseosos del aire provienen tanto del vulcanismo como de industrias. El tipo más comúnmente reconocido de contaminación del aire es la niebla tóxica (esmog). La niebla tóxica generalmente se refiere a una condición producida por la acción de la luz solar sobre los gases de escape de automotores, fábricas, edificios, casas, entre otros. Más de la mitad de la población mundial depende de combustibles sólidos (leña, estiércol, entre otros.) para cocinar, lo que causa enfermedades respiratorias que afectan principalmente a mujeres y niños en países en desarrollo. Cada año, la contaminación del aire en lugares cerrados genera alrededor de millón y medio de muertes. Asimismo, la dependencia de los combustibles sólidos agrava las tasas de deforestación y contribuye por lo tanto al cambio climático mundial.[17]

- Los aerosoles (también llamados partículas en suspensión o material particulado): un aerosol es una mezcla heterogénea de partículas sólidas o líquidas suspendidas en un gas, como el aire de la atmósfera.[14] Algunas partículas son lo suficientemente grandes y oscuras para verse en forma de hollín o humo. Otras son tan pequeñas que solo pueden detectarse con un microscopio electrónico. Cuando se respira el aerosol, las partículas que contiene pueden entrar en los pulmones, irritarlos y dañarlos, con lo cual se producen problemas respiratorios. Los aerosoles de carbono negro tienen la capacidad de adsorber compuestos cancerígenos en la superficie de sus partículas.[18] Las partículas finas (representadas con PM2,5, mientras que las gruesas se representan con PM10) se inhalan de manera fácil profundamente dentro de los pulmones, donde pueden permanecer durante prolongados períodos de tiempo —causando mientras tanto efectos irritantes, inflamatorios y cancerígenos—[19]o ser absorbidas por el torrente sanguíneo.

## Gases contaminantes de la atmósfera

### CFC y similares
Desde los años 1960, se ha demostrado que los clorofluorocarburos tienen efectos potencialmente negativos: contribuyen de manera muy importante a la destrucción de la capa de ozono en la estratosfera, así como a incrementar el efecto invernadero. El protocolo de Montreal puso fin a la producción de la gran mayoría de estos productos.
- Utilizados en los sistemas de refrigeración y de climatización por su fuerte poder conductor, son liberados a la atmósfera en el momento de la destrucción de los aparatos viejos.
- Utilizados como aerosol, una parte se libera en cada utilización. Los aerosoles utilizan de ahora en adelante otros gases sustitutivos, como el CO2.

### Monóxido de carbono
Es uno de los productos de la combustión incompleta. Es peligroso para las personas y los animales, puesto que se fija en la hemoglobina de la sangre, impidiendo el transporte de oxígeno en el organismo. Además, es inodoro, y a la hora de sentir un ligero dolor de cabeza ya es demasiado tarde. Se diluye muy fácilmente en el aire ambiental, pero en un medio cerrado, su concentración lo hace muy tóxico, incluso mortal. Cada año, aparecen varios casos de intoxicación mortal, a causa de aparatos de combustión puestos en funcionamiento en una habitación mal ventilada.
Los motores de combustión interna de los automóviles emiten monóxido de carbono a la atmósfera por lo que en las áreas muy urbanizadas tiende a haber una concentración excesiva de este gas hasta llegar a concentraciones de 50-100 ppm, tasas que son peligrosas para la salud de las personas.

### Dióxido de carbono
La concentración de CO2 en la atmósfera está aumentando de forma constante debido al uso de carburantes fósiles como fuente de energía y es teóricamente posible demostrar que este hecho es el causante de producir un incremento de la temperatura de la Tierra —efecto invernadero— La amplitud con que este efecto puede cambiar el clima mundial depende de los datos empleados en un modelo teórico, de manera que hay modelos que predicen cambios rápidos y desastrosos del clima y otros que señalan efectos climáticos limitados. La reducción de las emisiones de CO2 a la atmósfera permitiría que el ciclo total del carbono alcanzara el equilibrio a través de los grandes sumideros de carbono como son el océano profundo y los sedimentos que están formados por una molécula lineal de un átomo de carbono ligado a dos átomos de oxígeno de forma {\displaystyle O=C=O.}

### Monóxido de nitrógeno
También llamado óxido de nitrógeno (II) es un gas incoloro y poco soluble en agua que se produce por la quema de combustibles fósiles en el transporte y la industria. Se oxida muy rápidamente convirtiéndose en dióxido de nitrógeno, NO2, y posteriormente en ácido nítrico, HNO3, produciendo así lluvia ácida o efecto invernadero.

### Dióxido de azufre
La principal fuente de emisión de dióxido de azufre a la atmósfera es la combustión del carbón que contiene azufre. El SO2 resultante de la combustión del azufre, que se oxida y forma ácido sulfúrico, H2SO4 un componente de la llamada lluvia ácida que es nocivo para las plantas, provocando manchas allí donde las gotitas del ácido han contactado con las hojas.
{\displaystyle SO_{2}+O\longrightarrow SO_{3}}
{\displaystyle SO_{2}+H_{2}O\longrightarrow H_{2}SO_{3}}
{\displaystyle SO_{3}+H_{2}O\longrightarrow H_{2}SO_{4}}
{\displaystyle 2NO_{2}+H_{2}O\longrightarrow HNO_{2}+HNO_{3}}
La lluvia ácida se forma cuando la humedad en el aire se combina con el óxido de nitrógeno o el dióxido de azufre emitido por fábricas, centrales eléctricas y automotores que queman carbón o aceite. Esta combinación química de gases con el vapor de agua forma el ácido sulfúrico y los ácidos nítricos, sustancias que caen en el suelo en forma de precipitación o lluvia ácida. Los contaminantes que pueden formar la lluvia ácida pueden recorrer grandes distancias, y los vientos los trasladan miles de kilómetros antes de precipitarse con el rocío, la llovizna, o lluvia, el granizo, la nieve o la niebla normales del lugar, que se vuelven ácidos al combinarse con dichos gases residuales.
El SO2 también ataca a los materiales de construcción que suelen estar formados por minerales carbonatados, como la piedra caliza o el mármol, formando sustancias solubles en el agua y afectando a la integridad y la vida de los edificios o esculturas.

### Metano
El metano, CH4, es un gas que se forma cuando la materia orgánica se descompone en condiciones en que hay escasez de oxígeno; esto es lo que ocurre en las ciénagas, en los pantanos y en los arrozales de los países húmedos tropicales. También se produce en los procesos de la digestión y defecación de los animales herbívoros.
El metano es un gas de efecto invernadero del planeta Tierra ya que aumenta la capacidad de retención del calor por la atmósfera.

### Ozono
El ozono O3 es un constituyente natural de la atmósfera y es considerado un contaminante cuando se encuentra en las capas más bajas de ella (troposfera).
Su concentración a nivel del mar, puede oscilar alrededor de 0,01 mg kg−1. Cuando la contaminación debida a los gases de escape de los automóviles es elevada y la radiación solar es intensa, el nivel de ozono aumenta y puede llegar hasta 0,12 mg kg−1.
Las plantas pueden ser afectadas en su desarrollo por concentraciones pequeñas de ozono. El hombre también resulta afectado por el ozono a concentraciones entre 0,05 y 0,1 mg kg−1, causándole irritación de las fosas nasales y garganta, así como sequedad de las mucosas de las vías respiratorias superiores.

## Efectos de los gases de la atmósfera en el clima

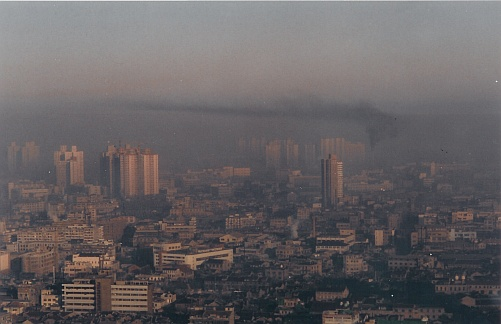
Esmog en Shanghái

- El efecto invernadero evita que una parte del calor recibido desde el sol deje la atmósfera y vuelva al espacio. Esto calienta la superficie de la Tierra.[22] Existe una cierta cantidad de gases de efecto de invernadero en la atmósfera que son absolutamente necesarios para calentar la Tierra, pero en la debida proporción. Actividades como la quema de combustibles derivados del carbono aumentan esa proporción y el efecto invernadero aumenta. Muchos científicos consideran que como consecuencia se está produciendo el calentamiento global. Otros gases que contribuyen al problema incluyen los clorofluorocarburos (CFC), el metano, los óxidos nitrosos y el ozono.
- Daño a la capa de ozono: el ozono es una forma de oxígeno O3 que se encuentra en la atmósfera superior de la tierra. El daño a la capa de ozono se produce principalmente por el uso de clorofluorocarburos (CFC). La capa fina de moléculas de ozono en la atmósfera absorbe algunos de los rayos ultravioletas (UV) antes de que lleguen a la superficie de la tierra, con lo cual se hace posible la vida en la tierra. El agotamiento del ozono produce niveles más altos de radiación UV en la tierra, con lo cual se pone en peligro tanto a plantas como a animales.

## Sustancias que provienen de fuentes naturales
Algunas sustancias que se encuentran en la atmósfera tienen un origen natural, por lo que no son contaminantes en un sentido estricto:
- Los incendios forestales emiten partículas, gases y sustancias que se dispersan en la atmósfera. El penacho de humo asociado a un incendio forestal puede llegar a alcanzar los 10 km de altura y penetrar en la estratosfera.
- Partículas de polvo creadas por la erosión del suelo cuando el agua y el clima sueltan capas del suelo, aumentan los niveles de partículas en suspensión en la atmósfera. También el polen y partículas metálicas.Su peligrosidad depende en gran medida de su tamaño, ya que las partículas más pequeñas pueden llegar a ser absorbidas por la sangre. Pueden ser, por tanto, el vehículo de entrada en el cuerpo humano de numerosas sustancias perjudiciales.[23]
- Aerosoles de pequeño tamaño generadas por la oxidación de COVs de origen biológico.
- Los volcanes arrojan dióxido de azufre y cantidades importantes de roca de lava pulverizada conocida como cenizas volcánicas.
- El metano se forma en los procesos de pudrición de materia orgánica y daña la capa de ozono. Puede acumularse en el subsuelo en altas concentraciones o mezclado con otros hidrocarburos formando como bolsas de gas natural.

## Efectos nocivos para la salud
Muchos estudios han demostrado enlaces entre la contaminación y los efectos para la salud. Mediante la disminución de los niveles de contaminación del aire los países pueden reducir la carga de morbilidad derivada de la contaminación del aire.
Los aumentos en la contaminación del aire se han ligado a quebranto en la función pulmonar y aumentos en los ataques cardíacos. "Niveles altos de contaminación atmosférica según el Índice de Calidad del Aire de la Agencia de Protección Ambiental de los Estados Unidos (EPA, por sus siglas en inglés) perjudican directamente a personas que padecen asma y otros tipos de enfermedad pulmonar o cardíaca". La calidad general del aire ha mejorado en los últimos 20 años pero las zonas urbanas son aún motivo de preocupación. Los ancianos y los niños son especialmente vulnerables a los efectos de la contaminación del aire. Un estudio publicado en la revista Environment International cifra en 6085 las personas muertas prematura y evitablemente al año en España (un país de aire no excesivamente contaminado y 47,0 millones de habitantes en 2010) por exceso de dióxidos de nitrógeno en la atmósfera, 499 por ozono troposférico y 2 683 por partículas, todo durante el período 2000-2009. En 41 países de Europa 518 700 personas fallecieron prematuramente en 2015 por la contaminación atmosférica.
El nivel de riesgo depende de varios factores:
- La cantidad de contaminación en el aire.
- La cantidad de aire que respiramos en un momento dado.
- La salud general.

Otras maneras menos directas en que las personas están expuestas a los contaminantes del aire son:
- El consumo de productos alimenticios contaminados con sustancias tóxicas del aire que se han depositado donde crecen.
- Consumo de agua contaminada con sustancias del aire.
- Contacto con suelo, polvo o agua contaminados.

Los síntomas más comunes que se presentan en la salud humana a causa de la contaminación atmosférica son:
- Mareos fuertes e intensos dolores de cabeza.
- Si el aire contaminado se inhala en gran cantidad puede ocasionar la muerte.

Según un estudio publicado en la revista Cardiovascular Research, la contaminación atmosférica podría haber aumentado en un 15% las muertes por COVID-19 a nivel mundial. Este porcentaje es más elevado en países con altos niveles de contaminación atmosférica como China, Alemania y Francia. Los principales contaminantes atmosféricos responsables de este fenómeno son aquellos que se agrupan en la categoría PM2.5. Estos contaminantes afectan al sistema respiratorio humano de la misma forma que el virus responsable del COVID-19. La probabilidad de que ambos efectos se potencien aumenta en niveles de exposición prolongada a contaminantes PM2.5.

## Ciudades y países más contaminados
Greenpeace y IQAir Air Visual analizaron y determinaron cuáles fueron las ciudades más contaminadas del mundo a nivel atmosférico, con base a sus niveles de partículas PM2.5, cuyos límites diarios son de 45-50 µg/m3 y anuales de 10-12 µg/m3.
Los resultados en 2018 fueron:
1. Gurugram, India. (135.8 µg/m3)
2. Ghaziabad, India. (135.2 µg/m3)
3. Faisalabad, Pakistán. (130.4 µg/m3)
4. Faridabad, India. (129.1 µg/m3)
5. Bhiwadi, India. (125.4 µg/m3)
6. Noida, India. (123.6 µg/m3)
7. Patna, India. (119.7 µg/m3)
8. Jotán, China. (116 µg/m3)
9. Lucknow, India. (115.7 µg/m3)
10. Lahore, Pakistán. (114.9 µg/m3)
11. Nueva Delhi, India. (113.5 µg/m3)
12. Jodhpur, India. (113.4 µg/m3)
13. Muzaffarpur, India. (110.3 µg/m3)
14. Benarés, India. (105.3 µg/m3)
15. Moradabad, India. (104.9 µg/m3)
16. Agra, India. (104.8 µg/m3)

Por su parte, en 2021, los países más contaminados del mundo por su contaminación por partículas (PM2.5) resultaron ser:
1. Bangladés 76.9
2. Chad 75.9
3. Paquistán 66.8
4. Tayikistán 59.4
5. India 58.1

## Dispositivos de control
Los siguientes instrumentos son utilizados comúnmente como dispositivos de control de contaminación en la industria o en vehículos. Pueden transformar contaminantes o eliminarlos de una corriente de salida antes de ser emitidos a la atmósfera.
- Precipitadores electrostáticos
- Filtros de aire
- Carbón activado
- Intercambiadores de calor
- Convertidores catalíticos
- Recirculación de gases de escape
- Desulfuración de los gases de escape y otros scrubbers
- Columnas incineradoras

## Gestión ambiental del componente aire

### Establecimiento de una red de monitoreo ambiental
La cuestión ambiental en el componente aire parte por realizar un modelamiento atmosférico del sector de estudio. Para ello se establecen estaciones de monitoreo de la calidad del Aire ubicando estaciones con representatividad poblacional EMRP, estas deben estar ubicadas dentro de un área urbana mínima de 2 km de diámetro para que sea representada.
La red de monitoreo debe estar mínimamente sustentada por un equipo tripartito de Aseguramiento de la Calidad, una unidad de Control de Calidad y una unidad de distribución de la información.
El Aseguramiento de la Calidad tiene por misión soportar la unidad de monitoreo con recursos, la unidad de Control tiene por misión la trazabilidad, la calibración y el cruzamiento de resultados entre sus equipos y otros de referencia. Se debe detectar los corrimientos del valor cero, la saturación de los monitores, fuentes de emisión imprevistas no-comunes y focalizadas, cortes de energía eléctrica y aquellos valores escapados que induzcan a un mal pronóstico de Emergencia Ambiental.
La unidad informativa tiene por misión dar disponibilidad y análisis de la información confeccionando modelos informativos de contaminación del componente aire.

#### Modelado atmosférico-climático y confección de un modelo de contaminación atmosférico
Para seleccionar los lugares más apropiados con los objetivos propuestos del monitoreo, es necesario manejar información que incluya, entre otros factores:
- Ubicación de fuentes emisoras en coordenadas geográficas denotadas en un sistema SIG.
- Variabilidad geográfica o distribución espacial de las concentraciones del contaminante, ciclos horarios del contaminante, transporte, procesos formativos del contaminante.
- Condiciones meteorológicas y climáticas, régimen de vientos, modelado climático y atmosférico, pluviometría, temperaturas diarias, estacionales y/o con influencia de fenómenos climáticos, radiación solar, humedad relativa, topografía.
- Densidad de la población y a la ubicación, extensión y composición de los recursos que se desea preservar. Adicionalmente biotopos a preservar, catastro de la fauna y flora exótica y endémica.
- Inventario de las fuentes de emisión fijas y móviles.
- Identificación de zonas latentes y saturadas.
- Quemas de pastizales autorizadas o ilegales.

Estos puntos conducen a establecer modelos de contaminación atmosféricos y evaluación de la calidad del aire.

#### Europa
La Directiva 2001/81/ CE, del Parlamento Europeo y del Consejo, de 23 de octubre de 2001, sobre techos nacionales de emisión de determinados contaminantes atmosféricos, tiene como objeto limitar las emisiones de contaminantes para reforzar la protección del medio ambiente y de la salud humana y avanzar hacia el objetivo de no superar los niveles críticos de contaminantes y de proteger de forma eficaz a toda la población frente a los riesgos para la salud que se derivan de la contaminación atmosférica mediante la fijación de techos nacionales de emisión.
El programa Aire puro para Europa es una estrategia temática coherente de lucha contra la contaminación atmosférica y sus efectos. Este programa ha sido elaborado por el Sexto programa de Acción en Materia de Medio Ambiente recientemente aprobada por la Comisión (COM (2001) 31 de 24.01.2001). Esta estrategia consiste en evaluar la aplicación de las directivas relativas a la calidad del aire y la eficacia de los programas sobre calidad del aire en los Estados miembros. Además pretende mejorar el control de la calidad del aire y la divulgación de la información al público mediante la utilización de indicadores. Finalmente se establecerán prioridades para la adopción de nuevas medidas, examinando y actualizando los umbrales de calidad del aire y los límites máximos nacionales de emisión.
Recoge múltiples y variados objetivos con el fin de mejorar la calidad de vida de las poblaciones de Europa. Prevenir las enfermedades y proteger el medio que nos rodea serán algunos de los objetivos prioritarios que se desarrollarán a lo largo de la estrategia planteada. Sin embargo debemos también mencionar algunos objetivos más específicos que mejoraran la labor de análisis técnico, para mejorar así la política sobre la calidad del aire.
Como medida para instar al cumplimiento de los techos, la directiva obliga a los Estados miembros a elaborar unos programas nacionales de reducción progresiva de las emisiones. España ha elaborado mediante Acuerdo del Consejo de Ministros de 7 de diciembre el II Programa Nacional de Reducción de Emisiones (Resolución de 14 de enero de 2008, de la Secretaría General para la Prevención de la Contaminación y el Cambio Climático. BOE n.º 25, 29.01.08).
- Ley 34/2007, de 15 de noviembre, de calidad del aire y protección de la atmósfera. ORDEN MAM/1444/2006, de 9 de mayo.

Establece las bases en materia de prevención, vigilancia y reducción de la contaminación atmosférica con el fin de evitar y cuando esto no sea posible, aminorar los daños que de ésta puedan derivarse para las personas, el medio ambiente y demás bienes de cualquier naturaleza.
El objetivo general de dicha ley es desarrollar una política estratégica integrada a largo plazo para proteger la salud humana y el medio ambiente de los efectos de la contaminación atmosférica. De acuerdo con el tratado, esta política tendrá por objetivo garantizar un elevado nivel de protección del medio ambiente sobre la base del principio de cautela, tomando los mejores datos científicos y técnicos disponibles y las ventajas y cargas que puedan resultar de la acción o de la falta de acción.
- La Ley 26/2007, de 23 de octubre, de Responsabilidad Medioambiental incorpora a nuestro ordenamiento jurídico un régimen administrativo de responsabilidad ambiental de carácter objetivo e ilimitado basado en los principios de prevención y de que «quien contamina paga».[34]

- Real Decreto 102/2011, de 28 de enero, relativo a la mejora de la calidad del aire.

En España, existen funcionando en la actualidad diversas redes de vigilancia de la contaminación atmosférica, instaladas en las diferentes comunidades autónomas y que efectúan medidas de una variada gama de contaminantes que abarcan desde los óxidos de azufre y nitrógeno hasta hidrocarburos, con sistemas de captación de partículas, monóxido de carbono, ozono, metales pesados, entre otros.

### México y Latinoamérica
En México, por medio de la Secretaría de Medio Ambiente y Recursos Naturales, los programas ProAire responden a la necesidad de los estados de contar con un instrumento de carácter preventivo y/o correctivo en materia de calidad del aire y protección a la salud, así como para dar cumplimiento al marco jurídico aplicable en esta materia. A través de estos programas se logran aspectos como los siguientes:
- Fomentar la participación de los tres órdenes de gobierno (federal, estatal y municipal), así como de la industria, la academia y la sociedad civil organizada, en la atención de la problemática de contaminación del aire.
- Generar un diagnóstico de las causas que influyen en la calidad del aire en la zona de estudio.
- Identificar las principales fuentes de emisión de contaminantes del aire.
- Definir medidas y acciones enfocadas en la reducción de emisiones, fortalecimiento institucional, protección a la salud, estrategias de comunicación y educación ambiental.

Principalmente, en ciudades como Ciudad de México, Guadalajara y Monterrey, la calidad del aire está en constante monitoreo debido a sus altas concentraciones de contaminantes en diversos días en el año.
Cada país debe tener su propio conjunto de estándares a los que aspire alcanzar, o que haya alcanzado y esté trabajando para salvaguardar la salud de sus habitantes.
En Latinoamérica, muchos países latinoamericanos no cuentan con estándares nacionales para PM2.5. Éste es un contaminante fundamental con respecto a sus serias implicaciones en la salud, pero también por el hecho de que una reducción en este contaminante también resulta en la disminución del carbón negro (hollín). La introducción de un estándar significaría, igualmente, que las naciones deberán invertir en alguna capacidad de monitoreo.

### Agencias de calidad del aire
- La Comisión Nacional de Medio Ambiente de Chile (CONAMA). Región Metropolitana de Santiago
- The Environment Canada Air Program
- EPA.gov/Información de polución del aire de la Agencia del Ambiente de Estados Unidos
- Programa del Aire Greater Vancouver Regional District
- The Bay Area Air Quality Management District of San Francisco (Gerencia de la Calidad del Aire del Distrito del Área de la Bahía de San Francisco)
- Comisión del Aire - Agencia de Protección Ambiental - Ambiente y Espacio Público - Gobierno de la Ciudad de Buenos Aires - Argentina
- Sistema de Monitoreo Atmosférico de la Ciudad de México

### Iniciativas de calidad del aire
- Canada-USA Border Air Quality Strategy
- Georgia Basin-Puget Sound International Airshed Strategy
- World Bank archived online discussion: "Regulating Fuel Markets for Cleaner Air"

### Calidad del aire estatal
- Spare the Air (established by the Bay Area Air Quality Management District)

### Información regional de calidad del aire
- Puntoaire Información actualizada de los niveles de calidad del aire en España
- Scorecard.org Chequeado de la polución del aire en cada localidad de EE. UU. Archivado el 6 de mayo de 2021 en Wayback Machine.
- Local air pollution Archivado el 30 de junio de 2012 en Wayback Machine. en Australia
- The UK Air Quality Website. This provides public access to * Report on 2005 air pollution study by the European Commission

### Información de Ciencias de la calidad del aire
- Mirada y lectura Pequeños secretos sucios, 2006, ABC-TV (documentos sobre la polución de partículas finas de escapes de vehículos)
- British Government Health and Safety Executive: Asbestos
- EPA Air Toxics info page
- Read Congressional Research Service (CRS) Reports regarding Air Pollution
- Case Studies in Environmental Medicine (CSEM):Environmental Triggers of Asthma
- Natural Resources Defense Council (NRDC): overviews, news and reports on air pollution
- WHO-Europe reports Health Aspects of Air Pollution (2003) (PDF) and Answer to follow-up questions from CAFE (2004) (PDF)
- Particulate Matter, Ozone and Nitrogen Dioxide Air Pollution. A summary for non specialists of the above WHO reports by GreenFacts
- Finding out about air pollution. Archivado el 27 de mayo de 2013 en Wayback Machine. A large collection of student research links, organized by topic.

### Modelado de calidad del aire
- Stuff in the Air. Standard air quality modeling procedure for industrial sources
- Six feature articles about air dispersion modeling
- Contaminación del aire, resumen realizado por GreenFacts de un informe de la OMS
- Estrategia Española de Calidad del Aire Archivado el 28 de julio de 2010 en Wayback Machine./Ministerio de Medio Ambiente
- Inventario Nacional de Gases de Efecto Invernadero. Ministerio de Medio Ambiente de España
- Directiva 1999/94 CE sobre CO2 y Real Decreto español 837/2002 de 2 de agosto.

- Datos: Q131123
- Multimedia: Air pollution / Q131123
- Guía turística: Contaminación del aire